# TMEM267
TMEM267 (англ. Transmembrane protein 267) – білок, який кодується однойменним геном, розташованим у людей на 5-й хромосомі. Довжина поліпептидного ланцюга білка становить 215 амінокислот, а молекулярна маса — 24 217.
| 10         |  | 20         |  | 30         |  | 40         |  | 50         |
| ---------- |  | ---------- |  | ---------- |  | ---------- |  | ---------- |
| MASETEKTHA |  | LLQTCSTESL |  | ISSLGLGAFC |  | LVADRLLQFS |  | TIQQNDWLRA |
| LSDNAVHCVI |  | GMWSWAVVTG |  | IKKKTDFGEI |  | ILAGFLASVI |  | DVDHFFLAGS |
| MSLKAALTLP |  | RRPFLHCSTV |  | IPVVVLTLKF |  | TMHLFKLKDS |  | WCFLPWMLFI |
| SWTSHHIRDG |  | IRHGLWICPF |  | GKTSPLPFWL |  | YVIITSSLPH |  | ICSFVMYLTG |
| TRQMMSSKHG |  | VRIDV      |  |            |  |            |  |            |

A: Аланін

C: Цистеїн

D: Аспарагінова кислота

E: Глутамінова кислота

F: Фенілаланін

G: Гліцин

H: Гістидин

I: Ізолейцин

K: Лізин

L: Лейцин

M: Метіонін

N: Аспарагін

P: Пролін

Q: Глутамін

R: Аргінін

S: Серин

T: Треонін

V: Валін

W: Триптофан

Локалізований у мембрані.